# ترانس‌کو
ترانس‌کو (انگلیسی: TRANSCO) شرکت دولتی برق فیلیپین است، که در سال ۲۰۰۱ تأسیس شد.